# 七十五 (将军)
七十五（穆麟德轉寫：cišiu，18世纪—1803年），瓜尔佳氏，满洲正黄旗人。清朝将军。

## 从军经历
乾隆年间，作为护军从征缅甸，继而参加金川战事，作战有力，累迁护军参领，授贵州大定协副将。总督福康安荐其才，四十九年（1784年），擢宜昌镇总兵。因丁父忧去官，犯事降秩，后起用为健锐营前锋统领。五十七年（1792年），从征廓尔喀，克济咙，又克热索桥，追敌军到东觉山、雍雅山，攻甲尔古拉，都有功，擢为翼长。
嘉庆元年（1796年），赴湖北剿白莲教，二年（1797年）四月，追其入陕，败之于山阳周家河，得授西安右翼副都统，兼领健锐营。当年冬，王三槐回窜四川，七十五追击他于达州崖峰尖，右臂负伤；次日，叛军复至，七十五裹创力战，斩获甚众。三年（1798年），擢四川提督，败叛军于巴州。七月，战于广木山，克险隘，受伤，得到优厚的赏赐。九月，击冷天禄于木瓜坪，右大腿中枪，重伤，在夔州疗治，四年（1799年），才痊愈。六月，连破叛军于宝塔、莲花池，扼其入楚之路。正逢卜三聘流窜到大宁，七十五追败之。八月，擒龚建于开县火峰寨。十月，与穆克登布夹击樊人杰于通江、巴州界上，叛军逃往太平，其他叛军从湖北回窜，七十五会同朱射斗迎击于云阳，遂追其到川东。
时叛军聚川北，而东路久无军报，正好侍郎广兴上疏说七十五驻兵夔州，清仁宗疑其逗留，派经略察看，七十五正因攻麂子坪受重伤，额勒登保为他上疏辩解，于是免于被冤。五年（1800年）二月，叛首鲜大川侵扰蚂蝗坪，七十五伤口发作，不能骑马，乘轿到军前督战。冉天元拥众渡嘉陵江，重庆戒严，魁伦发檄文令回守，七十五病得不能主军，派李绍祖率兵赴川西，自己去顺庆就医。仁宗怀疑他是托辞，下诏解其任，命松筠、勒保察验得实，将他以提督衔留营差遣。五月，高天德、马学礼由陕犯川，折入番地，七十五会同阿哈保夹击于旧关摩天岭，克新寨，进围铁炉寨。叛军趁下雨在晚上遁去，七十五追击之，叛军弃牲畜、兵器，受惊逃窜入山谷，由草泥土司地逃到岷州，又逃到秦州。七月，清军行经新宁，七十五侦得马驿沟有叛军，设伏，败之，得以仍授四川提督。叛军在重川边境势大，德楞泰、勒保正在进剿，七十五亦分兵击之。到冬季，诸叛军相继窥汉江，德楞泰商议在南岸攻击他们，以七十五出广元三家坝攻其西北。七十五不听调，说：“兵深入，将逼贼入陕，非计也。”仁宗听闻，切责七十五。
六年（1801年）正月，七十五率子武隆阿由广元趋南江，击张世龙于三台山、后河岭、北溪河，阵斩张世龙，擒其党赵建功、李大维；又追叛军到太平华尖山，擒邱天富、周一洪。被从优叙功。三月，攻竹园坪。五月，叛军分窜陕、楚，七十五追冉天士到平利大渝河，走小道据后山，逼其出关隘，起伏兵迎战，擒斩二千余，特诏嘉赉。乘胜追叛军入湖北境，六月，破汤思蛟、刘朝选于羊耳河；又败之于保康，杀叛首王镇贤，遂与德楞泰追击龙绍周入川。七月，会同李绍祖败樊人杰于邻水，追至开县，复遇汤思蛟、刘朝选，连败之于马家亭、桑树坪，由通城进剿苟文怀，擒之。叛军余部与苟文明合兵，将窜到陕西，八月，七十五击之于大宁山，歼擒其半数，苟文明仅以身免，家属被俘。
当年冬，七十五留防川北，败叛军于南江；又与德楞泰合击于广元、苍溪，进搜老林，叛军多散匿，百十人为一群，时有斩获。十二月，苟文明纠各路叛军余部二千余人，寻机西奔。七十五与勒保不和，追叛军入山，军饷半年不至，清军饥疲，在太平享用军粮，六日后叛军已渡嘉陵江上游，直趋阶州，七十五急忙会同庆成骑马攻击他们。额勒登保、德楞泰先后弹劾七十五顿兵纵寇，不久，叛军又从广元渡江入甘肃，仁宗更怒，严诏将七十五褫职逮问。
七十五是宿将，勇而木讷，临阵死鬥，身被重创十五次。将领害怕苦战，不乐追随他。七十五自领偏师处艰险之地，数此因军报不及时被责，这时又失机被捕，一军都恸哭。额勒登保等为他上疏陈说作战情况，请求予以恩典，七十五获准留营自赎。七年（1802年），剿张长庚、陈自得叛军余部于夔州，留防川东。旧创发作，给予护军校，回京。一年多后卒，赠副都统衔，赐恤如例。

## 家庭
- 子武隆阿，嘉庆初年即随父剿叛军于四川，功多，累擢副都统。七十五以病去职后，武隆阿代领其所部留川，为勒保所忌，丧父后还京。自有传。
- 女瓜爾佳氏，嫁正黄旗满洲、乾隆癸卯科舉人、正紅旗蒙古都統颜札氏彥德（字亦庵）。其子咸豐二年（1852年）壬子恩科进士景廉。

## 评价
- 《清史稿》论曰：七十五孤军苦战，徒以失懽群帅（失宠于统帅们），未奏显功，论者惜之。

## 延伸阅读
[在维基数据编辑]
 《清史稿·卷346》，出自趙爾巽《清史稿》
 《清史稿·卷346》